# Râle tiklin

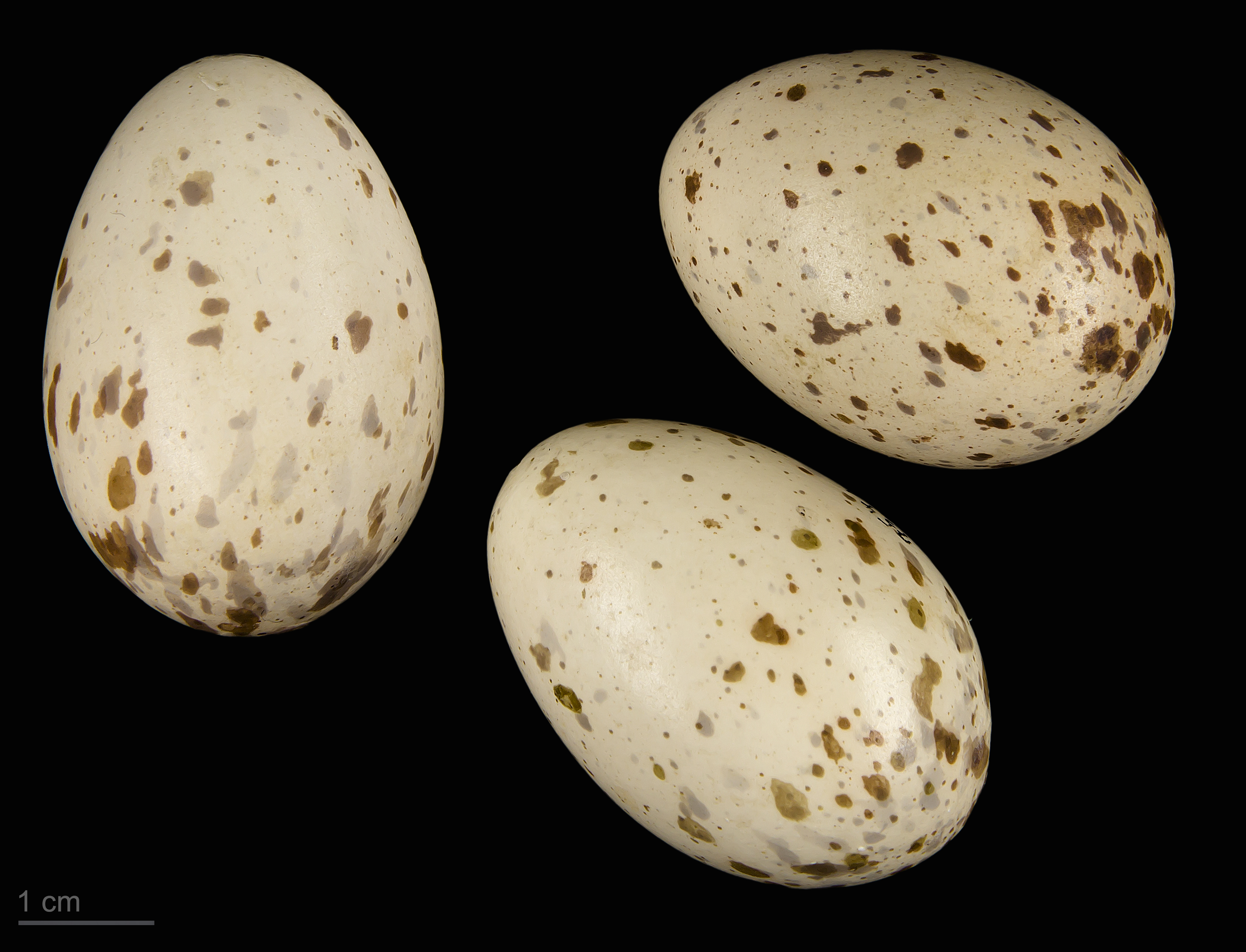
Gallirallus philippensis - MHNT

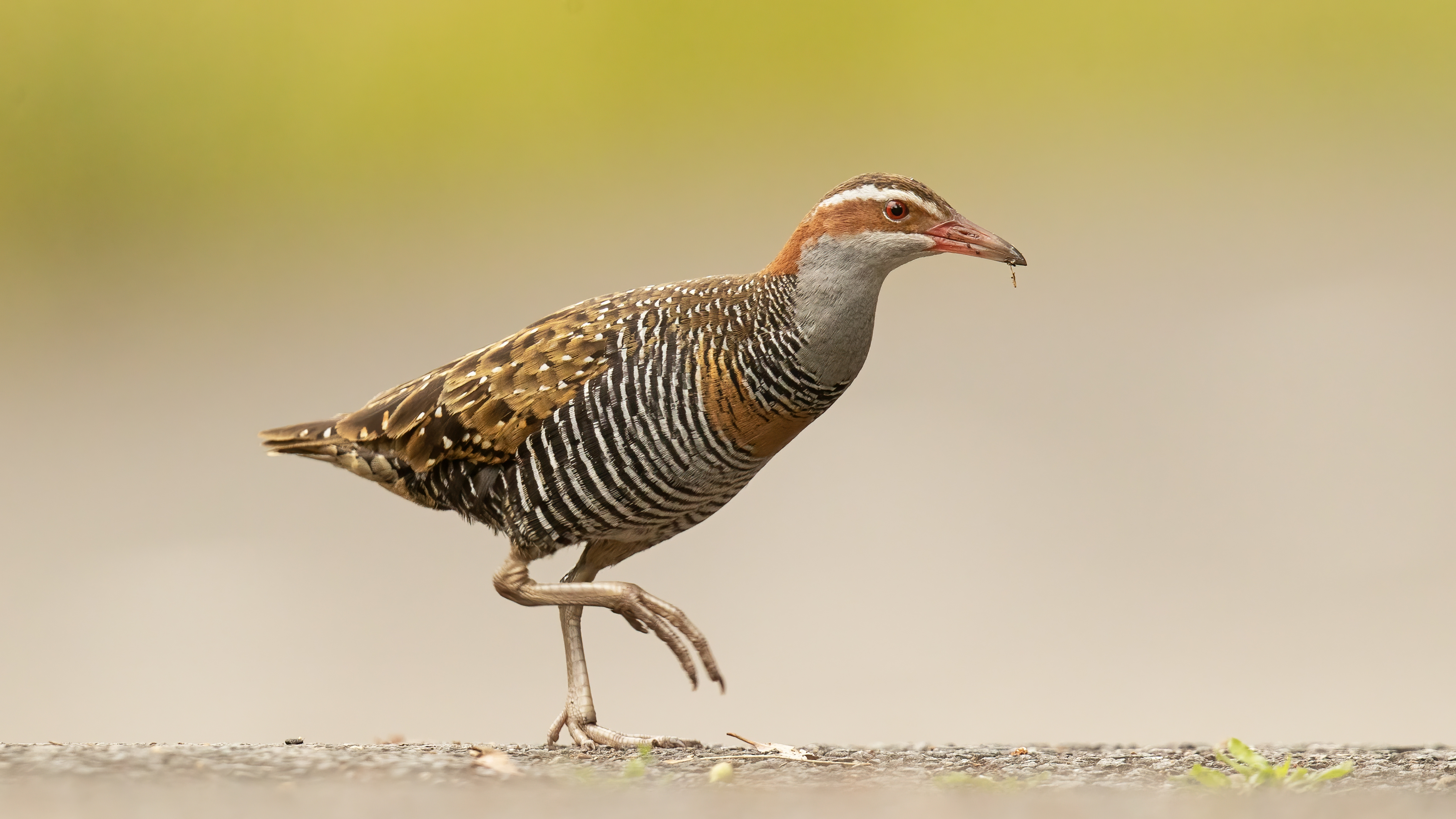
Un râle tiklin en Nouvelle-Galles du Sud, Australie. Novembre 2020.

Hypotaenidia philippensis
Espèce
Synonymes
- Gallirallus sharpei (Büttikofer, 1895)

Statut de conservation UICN

 LC  : Préoccupation mineure
Le Râle tiklin (Hypotaenidia philippensis) est une espèce d'oiseaux de la famille des Rallidae.

## Répartition
Cet oiseau vit à travers une grande partie de l'Australie et la région sud-ouest du Pacifique.
Selon la classification de référence du Congrès ornithologique international (14.2, 2024) :
- H. p. andrewsi (Mathews, 1911) — îles Cocos
- H. p. xerophila van Bemmel & Hoogerwerf, 1940 — Gunungapi Wetar
- H. p. wilkinsoni (Mathews, 1911) — Florès
- H. p. philippensis (Linné, 1766) — centre/est de l'Insulinde
- H. p. pelewensis Mayr, 1933 — Palaos
- H. p. anachorète (Mayr, 1949) —  îles Kaniet
- H. p. admiralitatis Stresemann, 1929 — îles de l'Amirauté
- H. p. praedo (Mayr, 1949) — Skoki
- H. p. lesouefi (Mathews, 1911) — Nouvelle-Hanovre, Nouvelle-Irlande, îles Tabar et Tanga
- H. p. meyeri Hartert, 1930 — îles Vitu
- H. p. christophori (Mayr, 1938) — îles Salomon
- H. p. sethsmithi (Mathews, 1911) — Fidji et Vanuatu
- H. p. swindellsi (Mathews, 1911) — Nouvelle-Calédonie
- H. p. goodsoni (Mathews, 1911) — Samoa et Niue
- H. p. ecaudata (Miller, 1783) — Tonga
- H. p. assimilis (Gray, GR, 1843) — Nouvelle-Zélande
- H. p. macquariensis (Hutton, 1879) — île Macquarie
- H. p. lacustris (Mayr, 1938) — Nouvelle-Guinée
- H. p. tounelieri (Schodde é Norois, 1982) — mer de Corail
- H. p. mellori (Mathews, 1912) — Moluques, Nouvelle-Guinée et Australie